# Albertine Thackwell
Albertine Thackwell, född 19 juni 1863, död 22 september 1944, var en brittisk bågskytt. Hon deltog vid olympiska sommarspelen 1908.